# Parque nacional Salikata
El Parque nacional Salikata es un área protegida de Filipinas situada en el municipio de Lumba-Bayabao, Lanao del Sur, en la isla de Mindanao. Ubicado en las estribaciones boscosas de la cordillera del Monte Ragang (también conocida como la cordillera de Piapayungan), el lugar es uno de los seis parques nacionales en la provincia de Lanao del Sur declarados como tal en 1965. El área se caracteriza por saltos de agua, cañones río, acantilados rocosos y un denso follaje que se extiende a lo largo del valle del río Gata desde el barangay Salaman a Mapantao cerca de la frontera provincial con Cotabato.